# Ibrahima Sidibé (cestista)
Ibrahima Sidibé (Bamako, 26 settembre 1995) è un cestista maliano naturalizzato francese.